# ラーヤ・マッラ
ラーヤ・マッラ（Raya Malla、? - 1509年）は、ネパール、バクタプル・マッラ朝の君主（在位：1482年 - 1509年）。
マッラ朝皇太子であったが、父ヤクシャ・マッラがほかの兄弟を平等に扱ったため、その王位継承は円滑には進まないものであった。加えてラーヤ自身もあまり気が強くなかった。
父王の死後、ラーヤは王位を継承したが、柔和であったため他の兄弟との連立統治をせねばならなかった。その後、1484年に連立統治に不満の兄弟ラトナ・マッラはバクタプルから独立、カトマンズ・マッラ朝を開き、ここにマッラ朝は分裂した。
死後、息子のブヴァナ・マッラが継承した。